# Adriaen Brouwer
Adriaen Brouwer (Oudenaarde, 20 agosto 1605 – Anversa, 13 ottobre 1638) è stato un pittore fiammingo.
In giovane età, Brouwer, probabilmente nato come Adriaen de Brauwer, si spostò forse da Anversa verso Haarlem, dove divenne studente di Frans Hals e di Adriaen van Ostade. Fu anche attivo in teatro e nella poesia. Stette in Haarlem e ad Amsterdam fino al 1631, quando si spostò, di ritorno a Antwerp, nei Paesi Bassi spagnoli. Qui divenne membro del Sint-Lucasgilde nel 1631-1632.

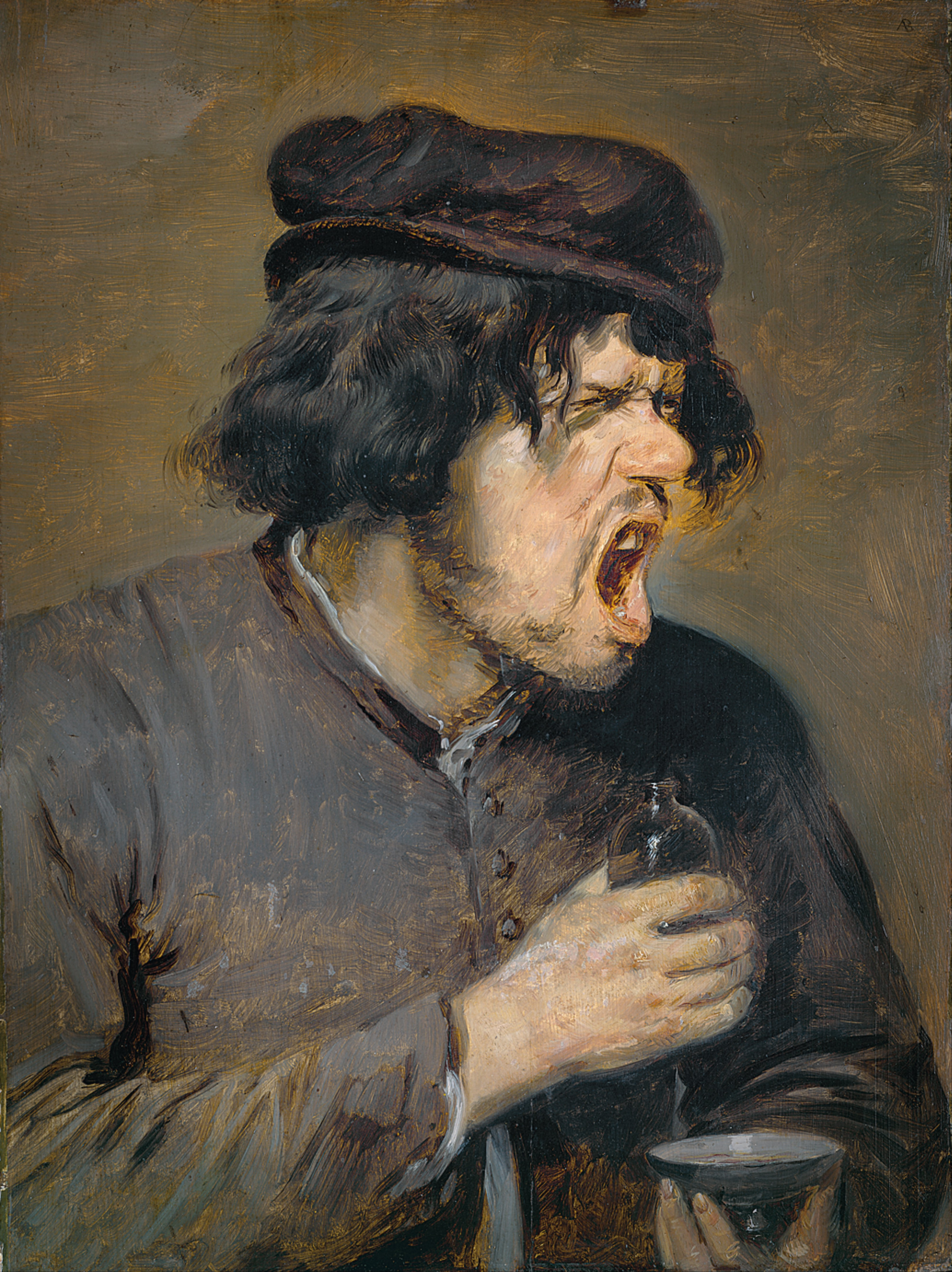
La medicina amara (1636) Städelsches Kunstinstitut, Francoforte sul Meno

La tradizione vuole che Brouwer stesso spese più tempo nelle lande delle Fiandre e dell'Olanda. I suoi lavori sono tipicamente dettagliati e piccoli, e spesso adottano temi di depravazione, ebbrezza e stoltezza, così da esplorare le emozioni umane, le espressioni e le risposte al dolore, alla paura e ai sensi. Il suo lavoro fu benvenuto, al punto da essere ben acquistato anche durante il suo periodo di vita. Sia Peter Paul Rubens che Rembrandt Harmenszoon Van Rijn comprarono varie sue opere. Comunque sia, Brouwer è sempre apparso in problemi finanziari durante la sua vita.
Morì alla giovane età di 33 anni probabilmente a causa della peste. Secondo una versione che non si sa quanto possa essere attendibile, fu dapprima sepolto in una fossa comune ma poi, l'interessamento dei membri del Sint-Lucasgilde fece sì che egli venisse riesumato per essere risepolto il 1º novembre 1638 nella chiesa delle Carmelitane di Anversa.
Non sono moltissime le opere giunte sino a noi e se della sua prima fase si annoverano Interno e la Contesa di contadini, nella sua seconda fase, quella di Haarlem le scene compositive diventano più robuste, i colori più forti e il caratterismo diventa più popolaresco, come evidenziato nei Fumatori.

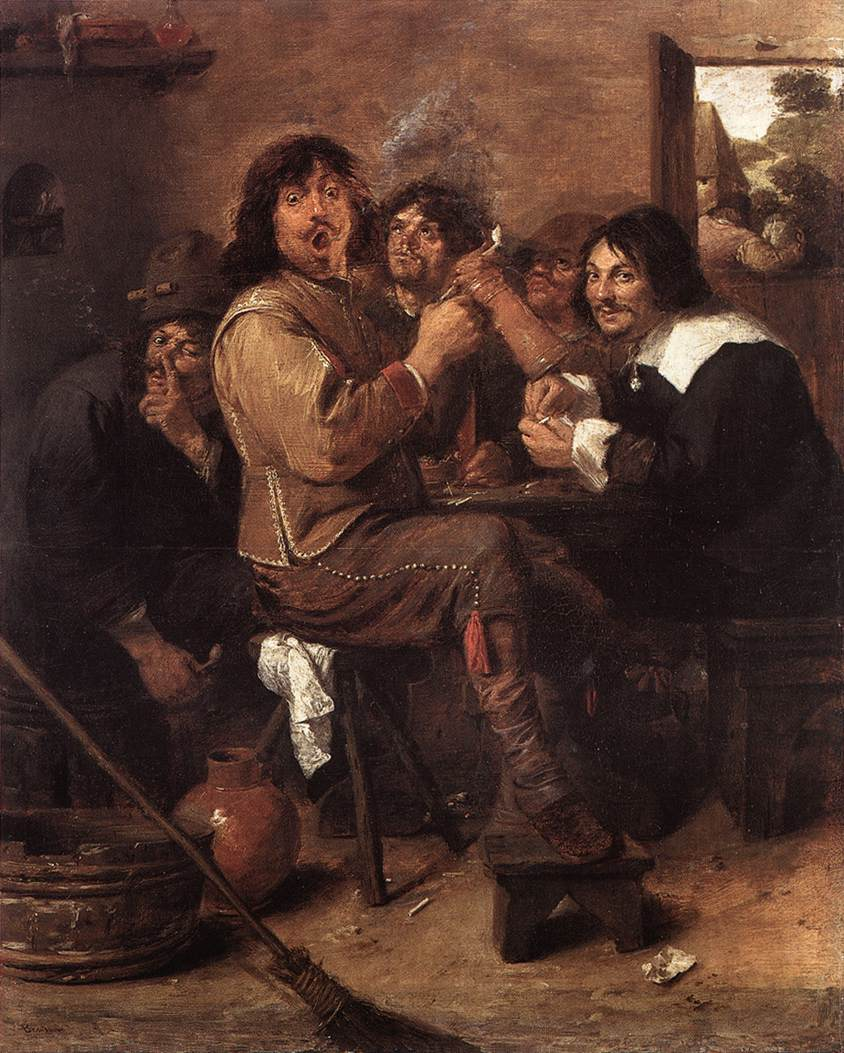
Fumatori (1637), Metropolitan Museum of Art, New York

Nel 1986 è uscita la serie TV dal titolo: Adriaen Brouwer di Peter Simons (1986).